# Jugend- und Versöhnungskirche

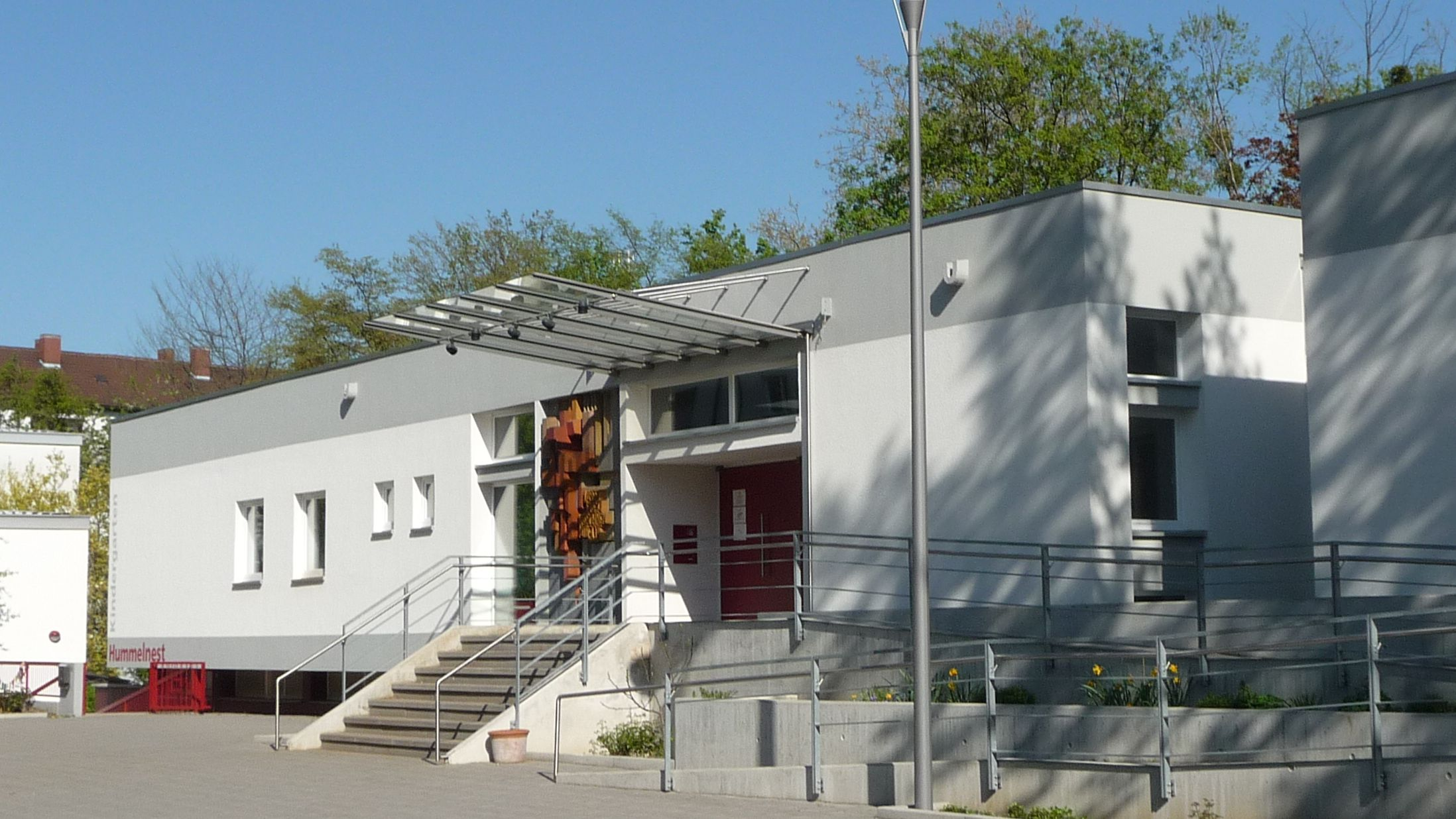
Außenansicht

Die Jugend- und Versöhnungskirche ist ein Kirchengebäude des Protestantischen Kirchenbezirks Ludwigshafen in Ludwigshafen am Rhein. Es wird von der Protestantischen Kirchengemeinde Ludwigshafen-Süd, dem Stadtjugendpfarramt Ludwigshafen, dem Gemeindepädagogischen Dienst des Kirchenbezirks (GPD) und der Evangelischen Jugend Ludwigshafen gemeinschaftlich genutzt. Im Untergeschoss befindet sich die evangelische Kindertagesstätte Hummelnest.

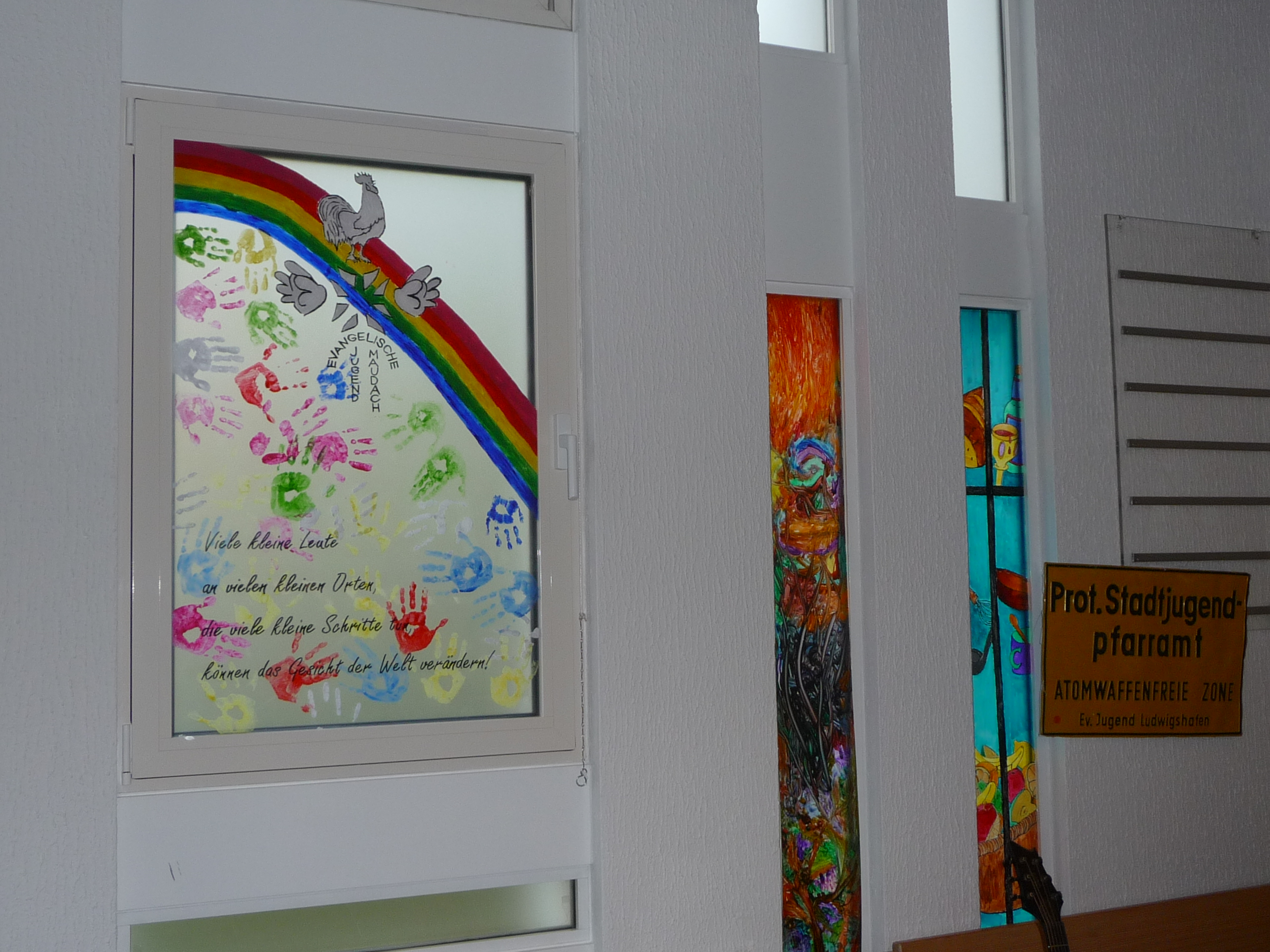
Kirchenfenster

## Geschichte
Das Gebäudekonzept des Ludwigshafener Architekten Erwin Morlock sah für den Vorläuferbau der Jugend- und Versöhnungskirche von Anfang an eine Mischnutzung vor. Im Jahr 1966 erfolgte der Spatenstich zunächst für ein Gemeindezentrum mit einem im Untergeschoss integrierten Kindergarten. Ab 1973 wurde das Gebäude um einen Kirchenraum erweitert. Dekan Theo Seifert übergab das Gebäude am 7. März 1976 als „Versöhnungskirche“ an die Gemeinde.  Am 4. Advent des Folgejahres wurden die hölzerne Kanzel, der Altar und die Kreuzplastik der Kirche eingeweiht, welche die Landauer Künstlerin Margot Stempel-Lebert gestaltet hatte.

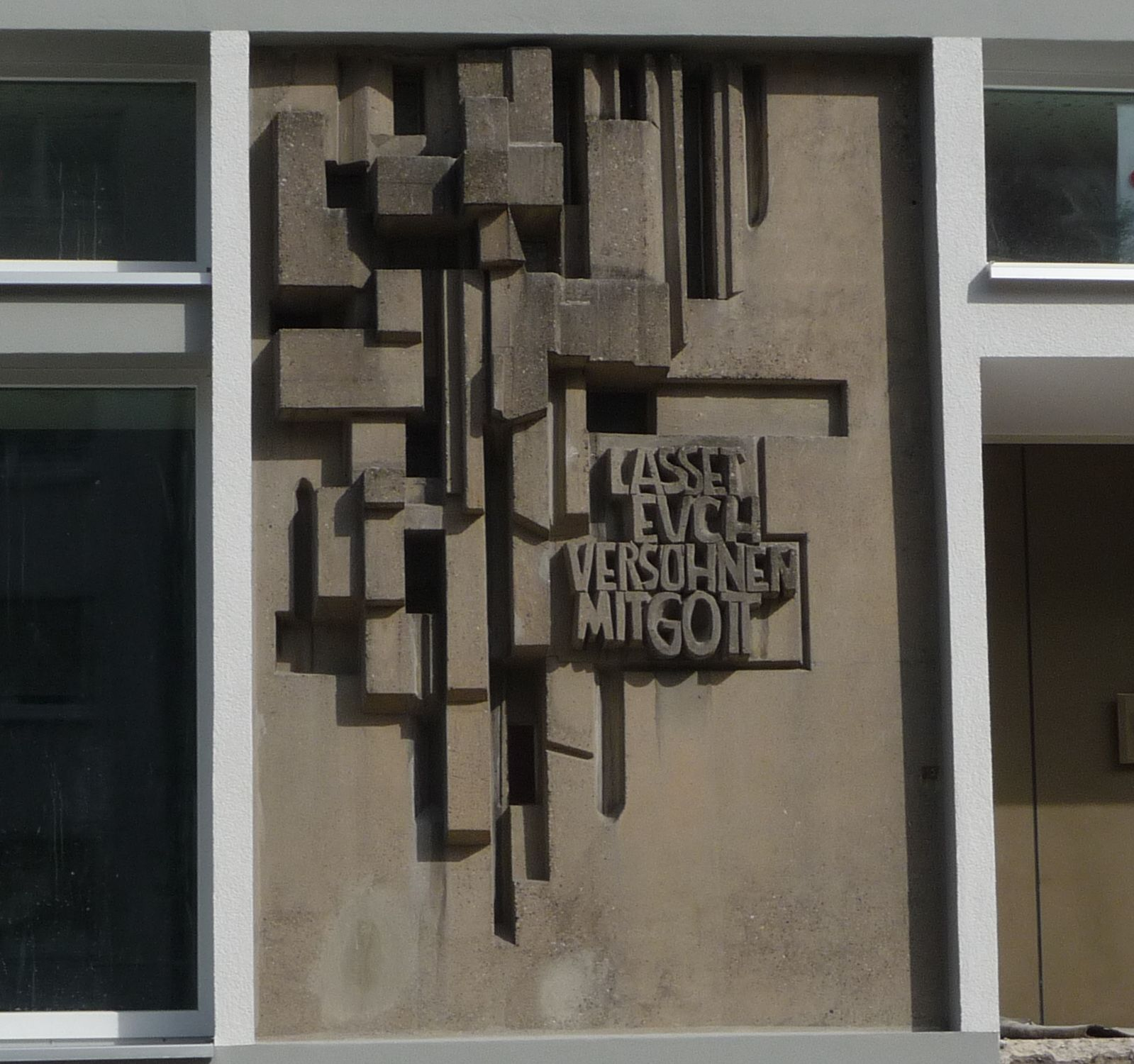
Kreuzplastik vor der Sanierung

Im Jahr 2009 übernahm der Protestantische Kirchenbezirk Ludwigshafen das gesamte Gebäude und ließ es modernisieren. Im Gemeindezentrum wurden das Stadtjugendpfarramt, die evangelische Jugend sowie der Gemeindepädagogische Dienst des Kirchenbezirks angesiedelt. Für den Kirchraum wurde eine gemeinschaftliche Nutzung durch die Kirchengemeinde und den Kirchenbezirk vereinbart. Das Gebäude wurde in „Jugend- und Versöhnungskirche“ umbenannt.

## Orgel
In der Jugend- und Versöhnungskirche dient ein Orgelpositiv der Windesheimer Firma Oberlinger mit einem Manual, sechs Registern und einem angehängten Pedal der Gottesdienstbegleitung. Das Instrument stammt aus dem Jahr 1961.